# Manden fra toget
Manden fra toget (L'homme du train) er en fransk film af Patrice Leconte fra 2002.
Filmen fortæller historien om mødet mellem gangsteren Milan (Johnny Hallyday), der er kommet til en lille fransk by for, at røve den lokale bank, og den pensionerede fransklærer Mannesquier (Jean Rochefort), og det venskab, der opstår imellem dem. Et venskab, der bygger på at de hver især ønsker sig den andens liv. Filmen tema er dermed en kommentar til menneskets evige søgen efter en lykke som man forestiller sig, findes i alle de andres liv og som man derfor ikke evner, at se i sit eget liv.
I Danmark solgte filmen 12.677 billetter.

## Medvirkende
- Jean Rochefort: Mannesquier
- Johnny Hallyday: Milan
- Jean-Francois Stévenin: Luigi
- Edith Scob: Mannesquiers søster

## Eksterne links
- Manden fra toget på Internet Movie Database (engelsk)
- Manden fra toget på Filmdatabasen
- Manden fra toget på Scope
- Manden fra toget i Svensk Filmdatabas (svensk)
- Manden fra toget på AlloCiné (fransk)
- Manden fra toget på MovieMeter (nederlandsk)
- Manden fra toget på AllMovie (engelsk)
- Manden fra toget på Turner Classic Movies (engelsk)
- Manden fra toget på The Movie Database (engelsk)
- Manden fra toget på Rotten Tomatoes (engelsk)